# ATC (D03)
Jest to część klasyfikacji anatomiczno-terapeutyczno-chemicznej:
- D – Dermatologia
  - D 01 – Leki przeciwgrzybicze
  - D 02 – Leki keratolityczne i działające ochronnie
  - D 03 – Leki stosowane w leczeniu ran i owrzodzeń
  - D 04 – Leki przeciwświądowe, w tym przeciwhistaminowe, znieczulające itp.
  - D 05 – Leki przeciwłuszczycowe
  - D 06 – Antybiotyki i chemioterapeutyki
  - D 07 – Kortykosteroidy
  - D 08 – Środki antyseptyczne i dezynfekujące
  - D 09 – Opatrunki lecznicze
  - D 10 – Leki przeciwtrądzikowe
  - D 11 – Inne leki dermatologiczne

Obejmuje ona leki stosowane w leczeniu ran i owrzodzeń:

## D 03 A – Preparaty zabliźniające
- D 03 AA – Maści tranowe
- D 03 AX – Inne
  - D 03 AX 01 – kadeksomer w połączeniu z jodem
  - D 03 AX 02 – dekstranomer
  - D 03 AX 03 – dekspantenol
  - D 03 AX 04 – pantotenian wapnia
  - D 03 AX 05 – kwas hialuronowy
  - D 03 AX 06 – bekaplermin
  - D 03 AX 09 – krylanomer
  - D 03 AX 10 – enoksolon
  - D 03 AX 11 – chloryn sodu
  - D 03 AX 12 – trolamina
  - D 03 AX 13 – kora brzozowa (Betulae cortex)
  - D 03 AX 14 – ziele wąkrotki azjatyckiej, łącznie z połączeniami
  - D 03 AX 15 – trafermina
  - D 03 AX 16 – beremagen geperpawek

## D 03 B – Enzymy
- D 03 BA – Enzymy proteolityczne
  - D 03 BA 01 – trypsyna
  - D 03 BA 02 – kolagenaza
  - D 03 BA 03 – bromelina
  - D 03 BA 52 – kolagenaza w połączeniach